# Jean de Matera
Pour les articles homonymes, voir Matera (homonymie).
Giovanni Scalcione, plus connu sous le nom de Jean de Matera, ainsi que sous celui de Jean de Pulsano, né vers 1070 à Matera (Basilicate), décédé le 20 juin 1139 à Foggia (Pouilles), est un religieux italien du Moyen Âge. 
Il est canonisé en 1177 par le pape Alexandre III et est célébré le 20 juin.